# スーパー鍛冶レンジャー
燕三条戦隊スーパーカジレンジャー（つばめさんじょうせんたいすーぱーかじれんじゃー）は、新潟県三条市で企画されたローカルヒーローである。

## 概要
新潟県燕三条地域（燕市・三条市）のPRを主目的としたヒーローで、2016年に三条商工会議所青年部が企画した。三条市内でキャラクターショーを行う。かつて存在したローカルヒーロー、鍛冶レンジャーの後輩にあたる。
前述のキャラクターショー（カジレンジャーショー）や市内飲食店等に募金箱を設置する「カジレンジャー募金」を通じて、全国への義援金寄付活動も積極的に行っている。
2022年11月19日三条厚生福祉会館で行われた新潟プロレス三条大会にて、リングでカジレンジャーショープロレスver.を披露した。
三条市長と共にピンフォールを決め、見事勝利した。

## 戦隊
レッドとブルーの2人で構成されており、先輩である鍛冶レンジャーが5人だった事を考えると確実に少子化の影響を受けている。
- スーパーカジレッド
スーパーカジレンジャーのリーダー。レッドらしい熱い性格でブルーを引っ張る事が多い。胸の「S」の字は三条を意味する。
- スーパーカジブルー
スーパーカジレンジャーの副リーダー。ブルーらしい冷静沈着さで状況を見極める事が多い。胸の「T」の字は燕を意味する。

戦闘スタイル
スーツの性能を盾にした喧嘩殺法をとる。ザコ相手には強いが、同等以上の戦闘力と強力な特殊能力を持つ怪人には劣勢に立たされる。
武器
ビッグカジソード - 燕三条地域の技術を用いて作られた巨大な剣（というか包丁）。スーパーカジレンジャーの必殺武器。これといって特別な力を持たないが使いやすい為、スーパーカジレンジャーはわりとすぐにこれを持ち出す。
必殺技
ビッグカジソードアタック - ビッグカジソードを二人で持って全力で斬りつける。子供たちや父兄の方々の声援でパワーアップする旨の説明が入るが前述の通り、ビッグカジソードにそのような機能は無い。要するにレッドとブルーのやる気の問題である。

## 怪人
人々を恐怖のどん底に突き落とすことに喜びを感じる恐ろしい存在で、その正体は謎に包まれている。手下にサイガイマンという戦闘員がいる。
- 大地震ダイナソー
スーパーカジレンジャーの前に最初に現れた怪人で、大地震を起こす能力を持つ。大地震を起こす能力はハッキリ言って強すぎるため怪人たちの首領の可能性がある[独自研究?]。
- 必殺技（グラグラハンマー）
ハンマーを地面に叩きつけて地震を起こす。味方であるはずのサイガイマンすら巻き込む危険な技。